# Wyzwisko
Wyzwisko to jednostka leksykalna, za pomocą której mówiący może w sposób spontaniczny ujawnić swoje negatywne emocje względem adresata bądź adresatów.
Wyzwiska stanowią epitety, które mają obrazić adresata, sprawić mu przykrość. Pod wpływem silnych emocji często wiążą się z użyciem wulgaryzmów.